# Upplands runinskrifter 207
Upplands runinskrifter 207 är en runsten vid Rocksta gård i Angarns socken, Vallentuna kommun. Runstenarna U 207 och U 208 är uppställda bredvid varandra och ingår i samma monument. U 207 är den västra (till vänster på bilden). Stenarna står på sin ursprungliga plats. Runstenarna står på en kraftigt profilerad kulle som eventuellt kan vara anlagd.

## Inskrifterna

### U 207
Translitterering av runraden:
ulfr ' auk ' þurmontr ' auk ' kamal ' lata ' reis(a) þisa ' stina ' þar + eftʀ ' faþur ' sin '
Normalisering till runsvenska:
Ulfʀ ok Þormundr ok Gamall lata ræisa þessa stæina þar æftiʀ faður sinn.
Översättning till nusvenska:
Ulv och Tormund och Gammal låta resa dessa stenar efter sin fader.

### U 208
Translitterering av runraden:
ristu ' merk(i) at ' man ' metan ' sunir ' alkoþir ' at ÷ sin ' faþur sterkar usiti ' rsti stina
Normalisering till runsvenska:
ʀistu/ʀæistu mærki at mann mætan, syniʀ allgoðiʀ at sinn faður Sterkar. Viseti risti stæina.
Översättning till nusvenska:
Minnesvård ristade - åt märklig man - fullgoda söner - åt sin fader Stekar. Visäte ristade stenarna.
Inskriften på den korsmärkta, östra stenen är i versform. Runmästaren Visäte var verksam vid mitten av 1000-talet.

### Fotnoter
1. 1 2 3  Samnordisk runtextdatabas, U 207, 2014
2. ↑  Fornminnesregistret: 49:2
3. 1 2  Riksantikvarieämbetets informationsskylt på platsen.
4. ↑  Fornminnesregistret: 49:1
5. 1 2  Elias Wessén, Sven B.F. Jansson, red (1940-1943). Sveriges runinskrifter. Bd 6, Upplands runinskrifter, del 1. Stockholm: KVHAA. http://www.raa.se/runinskrifter/sri_uppland_b06_text_5.pdf
6. 1 2  Samnordisk runtextdatabas, U 208, 2014